# Olympische Sommerspiele 2012/Boxen – Weltergewicht (Männer)
Der Boxwettbewerb im Weltergewicht der Männer (bis 69 kg) bei den Olympischen Spielen 2012 in London wurde vom 29. Juli bis zum 12. August 2012 im Exhibition Centre London ausgetragen. 28 Boxer nahmen teil.
Der Wettbewerb wurde im K.-o.-System ausgetragen. Begonnen wurde mit der 1. Runde, die 32 Startplätze umfasste. Da sich nur 28 Boxer qualifizierten, wurden vier Athleten Freilose zugelost. Die Gewinner kamen ins Achtelfinale, Viertelfinale und Halbfinale. Die Gewinner der Halbfinals kämpften um die Goldmedaille, beide Verlierer erhielten die Bronzemedaille.

## Titelträger
| Olympiasieger | Baqyt Särsekbajew ( Kasachstan) | Peking 2008 |
| Weltmeister   | Taras Schelestjuk ( Ukraine)    | Baku 2011   |

## 1. Runde
29. Juli 2012
| Boxer 1               | Ergebnis | Boxer 2          |
| --------------------- | -------- | ---------------- |
| Taras Schelestjuk     | Freilos  |                  |
| Seleman Kidunda       | 7 - 20   | Vasile Belous    |
| Bjambyn Tüwschinbat   | 17 - 4   | Yannick Mitoumba |
| Alexis Vastine        | 16 - 12  | Patrick Wojcicki |
| Custio Clayton        | 12 - 8   | Óscar Molina     |
| Moustapha Hima        | 6 - 13   | Cameron Hammond  |
| Fred Evans            | 18 - 10  | Ilyas Abbadi     |
| Egidijus Kavaliauskas | Freilos  |                  |
| Vikas K. Yadav        | Freilos  |                  |
| Myke Carvalho         | 10 - 16  | Errol Spence     |
| Carlos Sánchez        | 8 - 14   | Adam Nolan       |
| Maimaitituersun Qiong | 11 - 16  | Andrei Samkowoi  |
| Ahmad Abdul-Karim     | 13 - 17  | Siphiwe Lusizi   |
| Gabriel Maestre       | 13 - 8   | Amin Ghasemipour |
| Yasuhiro Suzuki       | 14 - 13  | Mehdi Khalsi     |
| Serik Säpijew         | Freilos  |                  |

## Achtelfinale
3. August 2012
| Boxer 1             | Ergebnis | Boxer 2               |
| ------------------- | -------- | --------------------- |
| Taras Schelestjuk   | 15 - 7   | Vasile Belous         |
| Bjambyn Tüwschinbat | 12 - 13  | Alexis Vastine        |
| Custio Clayton      | 14 - 11  | Cameron Hammond       |
| Fred Evans          | 11 - 7   | Egidijus Kavaliauskas |
| Vikas K. Yadav      | 13 - 15  | Errol Spence          |
| Adam Nolan          | 9 - 18   | Andrei Samkowoi       |
| Siphiwe Lusizi      | 13 - 18  | Gabriel Maestre       |
| Yasuhiro Suzuki     | 11 - 25  | Sarik Säpijew         |

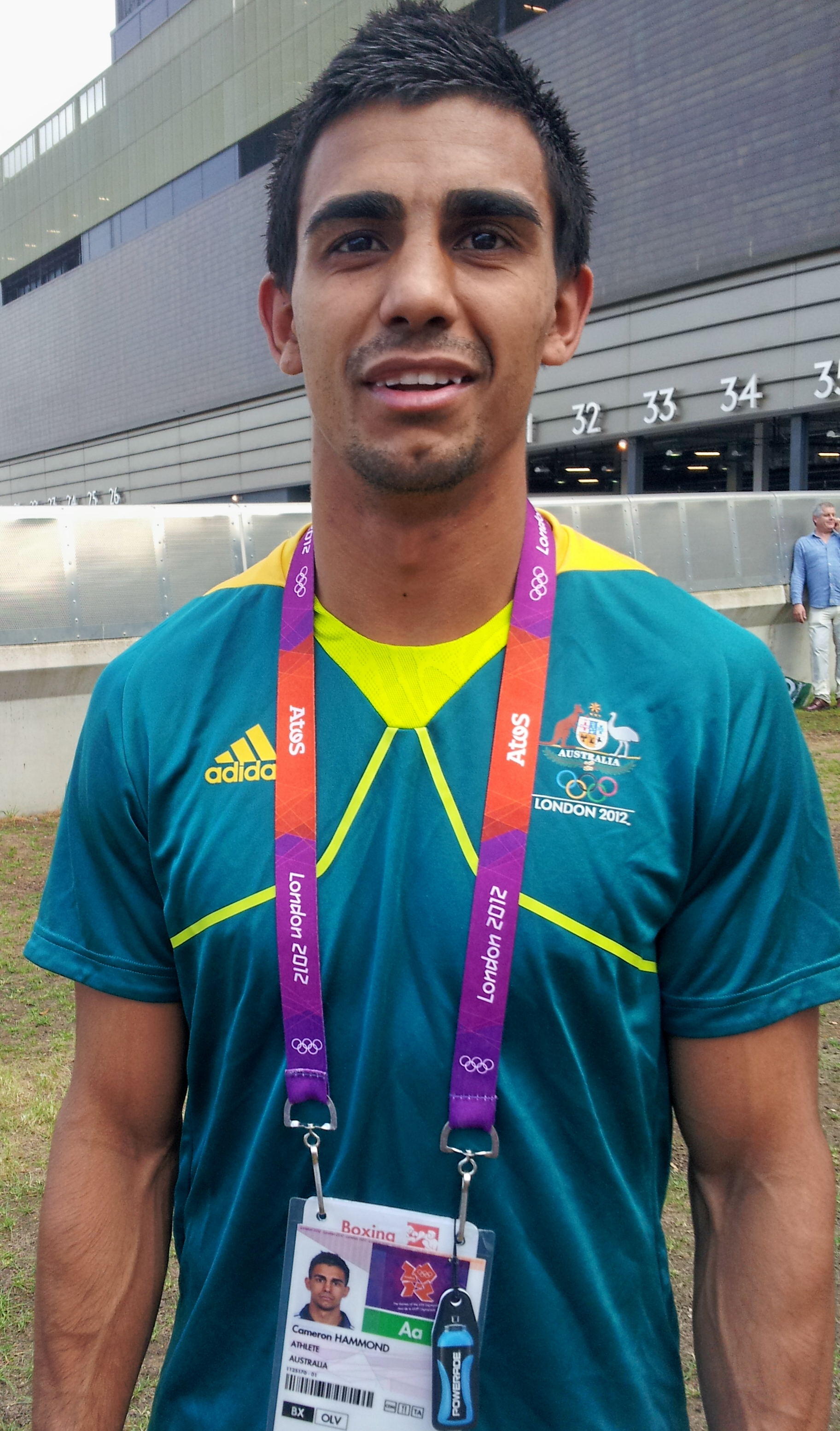
Cameron Hammond (AUS)

Der Kampf zwischen dem Inder Vikas und dem US-Amerikaner Spence hatte ein Nachspiel. Der Kampf endete zuerst mit einem Sieg (11-9) des Inders. Das US-Team legte Protest ein, woraufhin das Kampfvideo von einer Jury des Weltverbandes AIBA gesichtet wurde. Die Kampfrichter ermittelten alleine in der dritten Runde neun Fouls (Halten) des Inders, von denen nur eines durch den Schiedsrichter mit einer Verwarnung geahndet wurde. In der zweiten Runde spuckte der Inder seinen Mundschutz vorsätzlich aus (2:38 Minute), wurde vom Schiedsrichter jedoch nicht verwarnt. Die Jury kam zu der Ansicht, dass der Schiedsrichter dem Inder mindestens zwei weitere Verwarnungen hätte geben müssen. Dem US-Boxer wurden vier Punkte zugesprochen, der Kampf mit 11-13 zu Gunsten von Spence gewertet.

## Viertelfinale
7. August 2012
| Boxer 1           | Ergebnis                               | Boxer 2         |
| ----------------- | -------------------------------------- | --------------- |
| Taras Schelestjuk | 18 - 18 Entscheidung durch Hilfspunkte | Alexis Vastine  |
| Custio Clayton    | 14 - 14 Entscheidung durch Hilfspunkte | Fred Evans      |
| Errol Spence      | 11 - 16                                | Andrei Samkowoi |
| Gabriel Maestre   | 9 - 20                                 | Serik Säpijew   |

## Halbfinale
10. August 2012
| Boxer 1           | Ergebnis | Boxer 2       |
| ----------------- | -------- | ------------- |
| Taras Schelestjuk | 10 - 11  | Fred Evans    |
| Andrei Samkowoi   | 12 - 18  | Serik Säpijew |

## Finale
12. August 2012, 15:15 Uhr (MESZ)
| Boxer 1    | Ergebnis | Boxer 2       |
| ---------- | -------- | ------------- |
| Fred Evans | 9 - 17   | Serik Säpijew |

## Medaillen
Serik Säpijew sorgte für den dritten kasachischen Sieg in Folge in dieser Gewichtsklasse.

Säpijew wurde im Anschluss an das olympische Boxturnier der Val-Barker-Pokal als technisch bestem Boxer der Spiele verliehen.
| Platz | Name              | Nation                 |
| ----- | ----------------- | ---------------------- |
| 01    | Serik Säpijew     | Kasachstan             |
| 02    | Fred Evans        | Vereinigtes Königreich |
| 03    | Andrei Samkowoi   | Russland               |
| 03    | Taras Schelestjuk | Ukraine                |